# Club Alianza Universidad de Huánuco
O Club Deportivo Social y Cultural Alianza Universidad de Huánuco, conhecido como Alianza Universidad, é um clube de futebol peruano da cidade de Huánuco, capital do departamento homônimo e da província homônima.
Foi fundado em 1 de janeiro de 1939 como Club Social Deportivo Alianza Huánuco, passou a denominar-se de Club Deportivo Social y Cultural Alianza Universidad de Huánuco somente em 2004 depois da sua fusão com o Club Universidad de Huánuco.  Atualmente disputa a Primera División (Liga1), primeira divisão do futebol profissional do Peru. Por não possuir estádio próprio, o clube manda seus jogos no estádio Heraclio Tapia León que tem capacidade para 25 000 torcedores.